# Joseph Marie Perrin
Joseph Marie Perrin O.P. (Troyes, 30. srpnja 1905. – Marseille, 13. travnja 2002.) bio je francuski dominikanski svećenik.
Godine 1999. proglašen je Pravednikom među narodima. Bio je duhovnik Simone Weil.